# Spinario
Lo Spinario è un'opera ellenistica di scultura, raffigurante un giovane seduto mentre, con le gambe accavallate, si sporge di fianco per togliersi una spina dalla pianta del piede sinistro. Ne esistono varie versioni sparse nei musei di tutto il mondo.
Quella forse più antica, in bronzo (73 cm di altezza), si trova ai Musei Capitolini a Roma, mentre una marmorea fa parte della collezione degli Uffizi di Firenze e venne copiata da Brunelleschi nella celebre formella del concorso per la porta nord del Battistero del 1401. Un'altra copia marmorea si trova al Louvre, una bronzea al Museo Puškin di Mosca.

## Storia
La statua a Roma è documentata fin dal XII secolo. Fu notata alla fine del XII secolo o agli inizi del XIII da un viaggiatore inglese, Magister Gregorius, che scrisse nel suo De mirabilibus urbis Romae che era ridicolo pensare che fosse Priapo.
Si deve infatti considerare che fino ad allora lo scroto pendente del fanciullo era stato erroneamente visto come un pene estremamente grande, tipico dell'iconografia di Priapo.
Venne donata da Sisto IV alla città nel 1471, prelevandola dal palazzo Laterano. Durante tutto il Rinascimento fu tra le statue antiche più ammirate e copiate e in quell'epoca nacque probabilmente la leggenda del pastorello Gnaeus Martius, che corse da Vitorchiano a Roma per avvertire dell'arrivo degli invasori etruschi, si affrettò ignorando la spina che gli era entrata nel piede, fermandosi per estrarla solo a missione compiuta. 
L'opera godette fin da subito di fama internazionale nell'Europa colta e intellettuale, anche grazie all'eccezionale stato di conservazione e dei rarissimi bronzi trasmessi dall'antichità. Per fama era pari all'Apollo del Belvedere, alla Venere de' Medici, al Laocoonte, al Discobolo o ai Cavalli di San Marco. Non sorprende quindi come la Francia giacobina prima e napoleonica poi avesse procurato di ottenerla, per mezzo del Trattato di Tolentino e come fu tra le prime opere oggetto di spoliazioni napoleoniche Nel 1798 Napoleone infatti sequestrò la statua per inviarla al Musee Napoleon (l'odierno Louvre), dove restò fino al 1815 quando venne restituita ai capitolini grazie all'opera di Canova. 
Oggi si pensa che lo spinario capitolino sia un pastiche assemblata nel I secolo a.C., con il corpo ellenistico (III secolo a.C.) e la testa più antica (V secolo a.C.), anche perché i capelli invece di cadere verso il basso stanno aderenti alla testa, come se la figura fosse in piedi. Gli altri Spinari sarebbero derivati da quest'opera.